# 任世茂
任世茂（1949年10月—），男，湖北房县人，中华人民共和国政治人物。

## 生平
1987年5月至1988年9月，担任武当山风景管理局党委书记。1988年9月至1993年6月，担任郧阳地委委员兼丹江口市委书记。1993年6月，担任郧阳地委副书记、行署专员。1994年10月，担任湖北省标准局局长。1995年2月，担任中共黄石市委副书记、市长。1998年3月，任黄石市委书记。2000年4月，任黄石市人大常委会主任。2003年1月，当选为湖北省人民政府副省长。